# Корсунский, Иван Николаевич
Ива́н Никола́евич Корсу́нский (1 [13] января 1849, Алексинский уезд, Тульская губерния — 10 [22] декабря 1899, Сергиев Посад, Московская губерния) — российский богослов, библеист, филолог, переводчик, духовный писатель. Ординарный профессор Московской духовной академии (1898).

## Биография
Родился 1 (13) января 1849 года в семье псаломщика в селе Старое Павшино Алексинского уезда Тульской губернии. В 1870 году окончил Тульскую духовную семинарию и поступил в Московскую духовную академию, которую окончил в июле 1874 года — вторым магистрантом богословского отделения. В том же году получил назначение преподавателем греческого языка в Тульской духовной семинарии. В сентябре 1876 года Корсунский перешёл на должность смотрителя Тульского духовного училища, где в это время учились С. С. Глаголев и П. В. Тихомиров. 
В декабре 1878 года занял открывшуюся в Московской духовной академии должность библиотекаря и занялся описанием книг библиотеки. Здесь он проработал до осени 1884 года и за это время им было описано 11455 названий, «нередко прячущих за собой десятки, а иногда и сотни книг». Он составил 5 выпусков «Систематического каталога книг»; первый вышел в 1882 году, пятый — в 1889 году; каталоги содержали сведения о книгах на русском, греческом, латинском, немецком, французском и других языках, изданных с XVI века.
В 1879 году Корсунский представил диссертацию pro venia legendi (на получение права преподавать): «Иудейское толкование Ветхого Завета. Опыт исследования в области истории толкования Ветхого Завета в период Новозаветный» и был назначен адъюнкт-профессором  к ректору Московской академии С. К. Смирнову, который читал лекции по греческому языку. В январе 1880 года Корсунский был утверждён приват-доцентом по кафедре греческого языка. После публикации диссертации в 1882 году, состоялась её защита и Корсунский получил степень магистра богословия. В 1884 году он был избран доцентом и оставил должность библиотекаря. 
Тема диссертации была развита Корсунским в исследовании «Новозаветное толкование Ветхого Завета» (М., 1885), о котором В. Д. Кудрявцев-Платонов написал, что это был

первый самостоятельный и удачный опыт разрешения этого вопроса с православной точки зрения. … полное и основательное разъяснение всех встречающихся у новозаветных писателей мест ветхозаветных, … внимательное изучение Священного Писания, обширное знакомство и истолковательными писаниями св. отцов и учителей церкви и с трудами иностранных ученых, занимавшихся исследованием того же вопроса, и значительную филологическую эрудицию

Эта работа вместе с его диссертацией была удостоена половинной Макарьевской премии.
За исследование «Судьбы идеи о Боге в истории религиозно-философского миросозерцания Древней Греции», напечатанное в 1890 году, Корсунский был удостоен полной Макарьевской премии. 
В июне 1891 году Корсунский был утверждён экстраординарным профессором. В 1898 году Корсунский защитил докторскую диссертацию «Перевод LXX, над которой работал около 10 лет. Его значение в истории греческого языка и словесности» и в августе утверждён ординарным профессором. В своей диссертации он обратил внимание на лингвистическое и идеологическое значение «Перевода LXX»: всю последующую после него неканоническую и апокрифическую литературу, новозаветные священные Писания, святоотеческие творения, богослужебную литературу греко-восточной церкви он считал ветвями того дерева, корень которого заключался именно в „Переводе LXX“, начавшем собою «новую эпоху и для словаря греческого языка, дотоле питавшегося соками исключительно языческой греческой письменности, и для самой словесности греческой».
В ноябре 1899 года он оставил преподавание по состоянию здоровья и вскоре умер от чахотки. Во время заупокойной литургии и его погребения было произнесено пятнадцать речей, два студента посвятили ему стихотворения. Незадолго до своей смерти Корсунский указал на Е. А. Воронцова как на своего преемника и тот с января 1900 года после прочтения двух пробных лекций стал исполнять должность доцента Московской духовной академии по кафедре греческого языка и словесности, а с февраля того же года — по кафедре еврейского языка и библейской археологии.
И. Н. Корсунский занимался историей церкви, филологией, участвовал в переводе творений святых отцов на русский язык, он начал готовить к публикации «Словарь перевода LXX с церковно-славянскими и русскими значениями слов и с подразделением его на отделы по употреблению этих слов в памятниках языческой и церковной письменности», но труд остался незавершенным. Одним из направлений деятельности Корсунского было описание жизни и деятельности русских иерархов и особенно жизни и деятельности митрополита Филарета Дроздова — Корсунский написал о нём около 25 различных работ. За свою работу «О подвигах Филарета, митрополита Московского, в деле перевода Библии на русской язык» он был удостоен Уваровской премии. Корсунский откорректировал громадное четырехтомное описание рукописей графа А. С. Уварова, составленное наместником Троице-Сергиевой Лавры архимандритом Леонидом (Кавелиным). 
И. Н. Корсунский был членом Общества любителей древнерусской письменности, членом-корреспондентом Московского библиографического кружка, членом-корреспондентом Императорского Русского археологического общества. В Московской духовной академии была учреждена специальная премия  имени Корсунского «за лучшие кандидатские сочинения по Священному Писанию Ветхого и Нового Завета, греческому языку и его словесности, русской церковной истории или русской библиографии». 
Корсунский активно занимался благотворительностью: был казначеем в Братстве преподобного Сергия при академии, председателем Общества преподобных Сергия и Никона для бедных жителей Сергиева Посада, членом Совета Александро-Мариинского дома призрения, секретарём Общества Красного Креста, членом Общества спасения на водах; почти весь свой довольно обширный литературный заработок он раздавал нуждающимся.

## Сочинения
И. Н. Корсунский — автор более 200 исследований, книг, статей, не считая мелких корреспонденций, заметок, библиографических сообщений и пр.
- Архимандрит Григорий, инспектор Московской Духовной Академии // Богослов, вестник. – 1893. – Дек. – С. 556–565.
- Братство преподобного Сергия при Московской Духовной Академии: (По поводу годичного собрания). – М.: Тип. Снегиревой, 1894. – 7 с. – Авт. установлен по изд.: Словарь псевдонимов рус. писателей / И.Ф. Масанов – М., 1957. -Т. 2. – С. 9.
- Воссоединение униатов и Филарет, митрополит Московский. _[М., 1889]. – 88 с. – Отт. из: Прибавления к изд. Творений св. Отцев в рус. пер. – 1889. – Ч. 44.
  -    То же. – М.: Тип. Волчанинова, [1889]. – 88 с.
- Высокопреосвященный Алексий, архиепископ Литовский: (Некролог). – [М., 1891]. – 13 с.
- Высокопреосвященный Амвросий, архиепископ Харьковский: По случаю 50-летнего юбилея его священства. – М.: Унив. тип., 1898. – 50 с, 1 л. портр.
- Высокопреосвященный Антоний, архиепископ Казанский: (К 20-летию со дня кончины) // Вера и Церковь. – 1899. – Т. 2, кн. 9. – С. 590–628.
- Высокопреосвященный архиепископ Иосиф, бывший Воронежский: (Некролог). – М.: Унив. тип., [1892]. – 13 с.
- Высокопреосвященный Исидор, митрополит Новгородский и Санкт-Петербургский: (Некролог). – М., 1893. – 65 с. – Отт. из: Душеполез. чтение. – 1893.
- Высокопреосвященный Леонтий, митрополит Московский. – Сергиев Посад: 2-я тип. Снегиревой, 1893. – 30 с. – Отт. из: Богослов, вестник. – 1893.
- Высокопреосвященный Михаил, митрополит Сербский: (Некролог). – М.: Унив. тип., 1898. – 23 с. – Отт. из: Душеполез. чтение. – 1898.
- Высокопреосвященный Никандр, архиепископ Тульский: (Некролог). – М.: Унив. тип., 1893. – Отт. из: Богослов, вестник. – 1893.
- Высокопреосвященный Никанор, архиепископ Херсонский: (Некролог). – М.: Унив. тип., 1891. – 19 с. – Отт. из: Душеполез. чтение. – 1891.
- Высокопреосвященный Платон, митрополит Киевский: (Некролог). – М.: Унив. тип., [1891]. – 19 с. – Отт. из: Душеполез. чтение. – 1891.
- Высокопреосвященный Савва, архиепископ Тверской: [Некролог.] – Сергиев Посад: 2-я тип. Снегиревой, 1896. – Отт. из: Богослов, вестник, г. 1896.
- Высокопреосвященный Савва, архиепископ Тверской и его значение для науки, особенно археологии и истории. – М.: Тип. Лисснера и Гешеля, 1898. – 21с.
- Высокопреосвященный Сергий, митрополит Московский. – М.: Унив. тип., 1899. – 136 с, 1 л. портр.
- Высокопреосвященный Сергий, митрополит Московский // Богослов, вестник. – 1898. – Февр. – С. 242–259.
  -    То же. – Сергиев Посад: 2-я тип. Снегиревой, 1898. – 18 с.
- Высокопреосвященный Сергий, митрополит Московский. – Сергиев Посад: Свято-Троиц. Сергиева Лавра, 1901. – VI, 141 с.,1 л. портр.
- Государственное значение церковно-приходской школы. – М.: Тип. Снегиревых, 1888. – 90 с. – Из: Чтения в О-ве любителей духов, просвещения. – 1888.
- Граф Михаил Владимирович Толстой. -• Сергиев Посад: 2-я тип. Снегиревых, 1896. – 33 с.
- Граф М.В. Толстой, почетный член Московской Духовной Академии // Богослов, вестник. – 1896. – Март. – С. 452–474.
- Граф Михаил Владимирович Толстой и его значение для археологии. – М.: Тип. Лисснера и Гешеля, 1898. – 16 с. – Из сб.:  Памяти архиепископа Саввы,   епископа Амфилохия, проф. А.И. Павинского и гр. М.В. Толстого. – М., 1898. – С. 64–79.
- Два иностранных писателя XVIII века в области истории Русской Церкви // Чтения в О-ве любителей духов, просвещения. – 1881. – Июнь. – С. 679–692.
- Двадцатипятилетие учёно-литературной деятельности профессора А.П. Лебедева (1870–1895). – Сергиев Посад: 2-я тип. Снегиревой, 1895. – 20 с. – Список соч. проф. А.П. Лебедева с отзывами: с. 5–20. – Отт. из: Богослов, вестник. – 1895.
- Диспуты магистерские В.Ф. Кипарисова, И.Н. Корсунского // Правосл. обозрение. – 1883. – № 10. – С. 361–368.
- Документы из истории изучения святоотеческих творений в Московской Духовной Академии // Богослов, вестник. – 1893. – Дек. – С. 1–37.
- Н. С. Дружинин: 50 лет служебной деятельности. — Москва (или Тула?), 1894. — 11 с.
- Значение святых Кирилла и Мефодия как учителей народа русского: (Читано в торжественном собрании Об-ва любителей духов, просвещения 7 апр. 1885 г.). – М.: Тип. Снегирева, 1885. – 50 с.
- Зосимина Пустынь Александровского уезда Владимирской епархии: Исторический очерк и описание Пустыни. – Сергиев Посад: 2-я тип. Снегиревой, 1895. – 56 с.
- Из церковной жизни Православного Востока. 1. Евхаристический конгресс римских католиков в Иерусалиме. 2. Церковь Иерусалимская. – Сергиев Посад: 2-я тип. Снегиревой, 1894. – 54 с.
  -    То же // Богослов, вестник. – 1893. – Июль – авг.; 1894. – Март, июль.
- Иннокентий, митрополит Московский и Коломенский. – Харьков: Тип. Губ. правя., 1898. – 147 с. – Отт. из: Вера и разум. – 1898.
- Иннокентий, митрополит Московский и Коломенский, в его отношении к Московской Духовной Академии: К 100-летию со дня его рождения, 26 авг. 1797–1897. – М., Ценз. 1897. – 49 с. – Отт. из: Богослов, вестник. – 1897.
- Иудейское толкование Ветхого Завета. – М.: Тип. Лаврова, 1882.– 11,259 с.
- К истории изучения греческого языка и его словесности в Московской Духовной Академии: Наиболее выдающиеся труды и труженики в области изучения этого предмета: Переводы святоотеческих творений: Митрополит Московский Филарет, архимандрит Поликарп, профессор протоиерей П.С. Делицын. – Сергиев Посад: 2-я тип. Снегиревой, 1894. – 72, XXXVII с. – Отт. из: Богослов, вестник. – 1893.
- К 50-летию воссоединения западнорусских униатов с Православною Церковью // Церков. ведомости. – 1889. – № 13. – С. 356–366; № 17. – С. 456–463.
- Как понимать изречение Исайи 25, 15: «Приложи им зла. Господи, приложи зла сильным Земли», читаемое на великопостной утрени: (Из посмертных бумаг) // Богослов, вестник. – 1902. – Нояб. – С. 359–364.
- Критическое рассмотрение особенных более важных случаев новозаветной цитации и толкования, в опровержение воззрений теории аккомодации // Чтения в О-ве любителей духов, просвещения. – 1879.
- Кудрявцев Виктор Дмитриевич: Некролог. – М.: Унив. тип., 1892. – 33 с. – Авт. установлен по изд.: Словарь псевдонимов рус. писателей / И.Ф. Масанов – М., 1957. -Т. 2. – С. 29.
- Магистерский диспут в Московской Духовной Академии 2 апр. 1880 г. – М.: Тип. Снегирева, 1880. – 27 с. – Из: Чтения в О-ве любителей духов, просвещения. – 1880.
- Наместник Сергиевой Лавры архимандрит Леонид: (Некролог). – М.: Унив. тип., 1892. – 30 с. – Отт. из: Душеполез. чтение. – 1891–1892.
- Наречение и хиротония ректора Арсения во епископа Волоколамского, третьего викария Московской епархии // Богослов. вестник – 1899. – Март. – С. 471–495.
- Новая реформа крестьянского самоуправления. – М.: Тип. Снегиревой, 1891. – 26 с.
- Новозаветное толкование Ветхого Завета. – М.: Тип. Снегирева, 1885. – III. 327 с. – Из: Чтения в О-ве любителей духов, просвещения. – 1879–1884.
- Новые труды в области Палестиноведения: (По описанию Иерусалимской Патриаршей библиотеки). – М.: Тип. Снегиревой, 1892. – 19 с. – Отт. из: Богослов, вестник. – 1892.
- Отношение в Бозе почившего отца архимандрита Леонида (Кавелина) к Святогробскому братству. – М.: Унив. тип., [1891]. – 8 с. – Отт. из: Душеполез. чтение. – 1891.
- Отчет о докторском диспуте, происходившем в Московской Духовной Академии 16 дек. 1880 г. – М.: Тип. Снегирева, [1881]. – 21с. – Отт. из: Чтения в О-ве любителей духов, просвещения. – 1880.
- Памяти П.А. Мухановой. – Сергиев Посад: 2-я тип. Снегиревой, Ценз. 1895. – 9 с. – Отт. из: Богослов, вестник. – 1895.
- Перевод LXX: Его значение в истории греческого языка и словесности. – [Сергиев Посад]: Свято-Троиц. Сергиева Лавра. Собств. тип., 1897. – 644, XII с. – Библиогр. во введ.
- Покров милости Божией над Лаврою преподобного Сергия и Сергеевым Посадом во время губительных болезней. – Сергиев Посад: 2-я тип. Снегиревой, 1892. – 35 с. – Отт. из: Богослов, вестник. – 1892.
- Покровская церковь Московской Духовной Академии. – Сергиев Посад: 2-я тип. Снегиревой, Ценз. 1898. – 27 с. – Отт. из: Богослов, вестник. – 1898.
- Правила ведения классного дела в Александро-Мариинском доме призрения: Составлено на основании некоторых распоряжений Учебного комитета при Св. Синоде по учебно-воспитательной части, применительно к Уставу Дома призрения и ввиду общих педагогических соображений. – Сергиев Посад: 2-я тип. Снегиревой, 1895. – 4 с. – Описано по обл.
- Проповедническая деятельность Филарета (Дроздова), в бытность его архиепископом Тверским и Ярославским. - Харьков, 1886.
- Протоиерей A.M. Иванцов-Платонов. – Сергиев Посад: 2-я тип. Снегиревой, 1894. – 16 с. – Отт. из: Богослов, вестник. – 1894.
- Протоиерей А.П. Лебедев // Богослов, вестник. – 1898. – Апр. – С. 81–90.
- Протоиерей Иоанн Николаевич Рождественский: Некролог. – М.: Унив. тип., 1894. – 29 с. – Отт. из: Душеполез. чтение. – 1894.
- Протоиерей П.А. Преображенский: Почетный член Московской Духовной Академии. – Сергиев Посад: 2-я тип. Снегиревой, 1893.– 11с. – Отг. из: Богослов, вестник. – Июль. – С. 139–149.
- Протоиерей Сергей Константинович Смирнов, бывший ректор Московской Духовной Академии. – М.: Тип. Волчанинова, 1889.–61с.
- Профессор В.Ф. Кипарисов // Богослов, вестник. – 1899. – Февр. – С. 253---266.
- Профессор Н.В. Потапов: Некролог. – [М., 1890]. – 35 с.
- Раненбургская Петропавловская Пустынь. – Рязань: Тип. Братства св. Василия, 1896. – 98 с.
  - – 2-е изд. – Раненбург: Паровая тип. Оловникова, 1907.– 97с, 1л. ил.
- Ректор Московской Духовной Академии преосвященный Арсений, епископ Волоколамский: Наречение и хиротония его во епископа и прибытие в Сергиеву Лавру и Академию. – Сергиев Посад: Тип. Свято-Троиц. Сергиевой Лавры, 1899. – 25 с. – Отт. из: Богослов, вестник. – 1899.
- Речи ректора Академии архимандрита Лаврентия, профессоров Соколова и И.Н. Корсунского и студента Н.Ф. Добротина при погребении почетного члена Академии графа М.В. Толстого // Богослов, вестник. – 1896. – Март. – С. 474–483.
- Русская благотворительность: Филарет, митрополит Московский и Ф.П. Гааз. – М.: Тип. Снегиревой, 1893. – 39 с. – Отт. из: Детская помощь. – 1893.
- Саввин Сторожевский Звенигородский монастырь. – М.: Унив. тип., 1898. – 16 с, 1 л. ил. – Отт. из: Душеполез. чтение. – 1898.
- Святитель Филарет, митрополит Московский. - Харьков, 1894.
- Систематический каталог книг библиотеки Московской Духовной Академии: Т. 1–5.-М., 1881–1910.
- Судьбы идеи о Боге в истории религиозно-философского миросозерцания Древней Греции. – Харьков: Тип. Губ. правл., 1890. – 431 с.
- Теория аккомодации в отношении к вопросу о Новозаветном толковании Ветхого Завета // Чтения в О-ве любителей духов, просвещения. – 1877.
- Труды Московской Духовной Академии по переводу Священного Писания и Творений св. Отцев за 75 лет (1814–1889) ее существования // Прибавления к изд. Творений св. Отцев в рус. пер.– 1889. – Ч. 44.
- Учение Аристотеля и его школы (перипатетической) о Боге. – Харьков: Тип. Губ. правл., 1891. – 193 с. – Отт. из: Вера и разум. – 1890–1891.
- Учение врача Иппократа и его школы о Боге. – Харьков: Тип. Губ. правл., [1894J. – 33 с. – Отт. из: Вера и разум. – 1894.